# Laguna Aleusco
Laguna Aleusco är en periodisk sjö i Argentina.   Den ligger i provinsen Chubut, i den sydvästra delen av landet, 1 400 km sydväst om huvudstaden Buenos Aires. Laguna Aleusco ligger 592 meter över havet. Arean är 5,7 kvadratkilometer. Den sträcker sig 2,4 kilometer i nord-sydlig riktning, och 3,6 kilometer i öst-västlig riktning.
Omgivningarna runt Laguna Aleusco är i huvudsak ett öppet busklandskap. Trakten runt Laguna Aleusco är nära nog obefolkad, med mindre än två invånare per kvadratkilometer.